# Condado de Leake
O Condado de Leake é um dos 82 condados do estado norte-americano do Mississippi. A sua sede de condado é Carthage, que é também a sua maior cidade.
O condado tem uma área de 1515 km² (dos quais 8 km² estão cobertos por água, sobretudo o golfo do México), uma população de 20 940 habitantes, e uma densidade populacional de 14 hab/km² (segundo o censo nacional de 2000). O condado foi fundado em 1833 e recebeu o seu nome em homenagem a Walter Leake (1762-1825), que foi governador do Mississippi entre 1822 e 1825.